# Prisoner (canção de Miley Cyrus)
"Prisoner" é uma canção da cantora estadunidense Miley Cyrus, gravada para seu sétimo álbum de estúdio, Plastic Hearts (2020). Conta com participação da cantora britânica Dua Lipa. Foi lançada em 19 de novembro de 2020 como segundo single álbum.

## Antecedentes e lançamento
Após o lançamento de seu single "Don't Start Now" em novembro de 2019, Lipa confirmou que ela e Cyrus estavam planejando gravar uma colaboração juntas. Em maio do ano seguinte, Lipa afirmou que ela e Cyrus decidiram descartar tal colaboração e gravar algo diferente. Em 14 de setembro de 2020, Cyrus confirmou a sua colaboração com Lipa e que a mesma estaria presente em seu sétimo álbum de estúdio, Plastic Hearts (2020). Numa entrevista para a estação de rádio espanhola Cadena 100 em 13 de outubro de 2020, Cyrus afirmou que devido aos seus fãs e de Lipa "implorarem" para que a colaboração fosse lançada, eles "[poderiam] esperar algo em breve". Em 13 de novembro de 2020, Cyrus anunciou o título da canção como "Prisoner", juntamente com a revelação do alinhamento de faixas do Plastic Hearts. Cyrus começou a divulgar prévias do single em uma série de tweets em que confirmou o lançamento e postou vídeos de seus fãs reagindo ao vídeo musical da canção. Cyrus e Lipa anunciaram o lançamento da canção em 18 de novembro de 2020, com um lançamento previsto para 19 de novembro às 19:00 ET (00:00 UTC em 20 de novembro).

## Música e letra

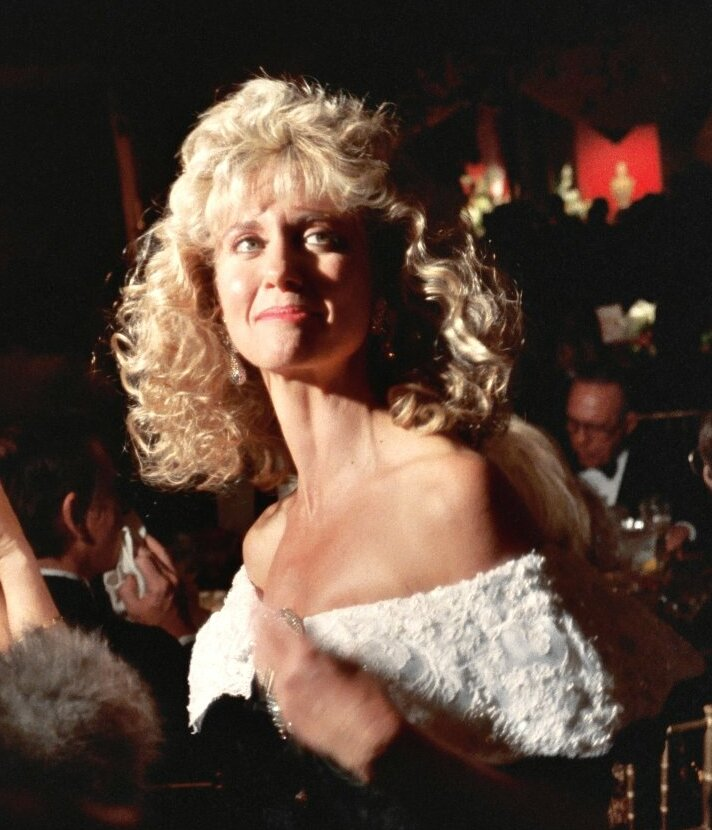
61st Annual Academy Awards, 1989. NOTE: Permission granted to copy, publish, broadcast or post any of my photos, but please credit "photo by Alan Light" if you can. Thanks. Scanned from the original 35MM film negative.

Cyrus descreveu a canção como uma mesclagem perfeita dos estilos dela e de Lipa.

## Videoclipe
O vídeo musical para "Prisoner" foi gravado durante dois dias entre 30 de setembro–1 de outubro de 2020 no Brooklyn.

## Histórico de lançamentos
| Região         | Data                   | Formato(s)                 | Gravadora(s) | Ref.   |
| -------------- | ---------------------- | -------------------------- | ------------ | ------ |
| Várias         | 19 de novembro de 2020 | Download digital streaming | RCA          |        |
| Estados Unidos | 24 de novembro de 2020 | Rádios mainstream          | RCA          | [ 12 ] |